# Consorzio nazionale interuniversitario per le telecomunicazioni
Il Consorzio nazionale interuniversitario per le telecomunicazioni, in acronimo CNIT, è un ente non-profit fondato nel 1995 e riconosciuto dal Ministero dell’Istruzione, dell’Università e della Ricerca (MIUR), che svolge attività di ricerca, innovazione e formazione avanzata nell’ampio settore dell'ICT. Esso consorzia 37 università, a cui si aggiungono 8 unità di ricerca presso il CNR, per un totale di 43 unità di ricerca. Il CNIT dispone anche di 6 propri Laboratori Nazionali: Comunicazioni Multimediali, a Napoli; Radar e Sistemi di Sorveglianza, a Pisa; Reti e Tecnologie Fotoniche, a Pisa; Reti Intelligenti e Sicure, a Genova; Fibre Ottiche Avanzate, all’Aquila, Comunicazioni Wireless, a Bologna/Cesena/Ferrara. Al CNIT afferiscono oltre 1300 professori e ricercatori appartenenti alle università consorziate e in esso operano come dipendenti più di 100 ricercatori e tecnici. Il CNIT ha partecipato a centinaia di progetti di ricerca nazionali ed internazionali. Nel programma europeo H2020 il CNIT ha ottenuto 50 progetti e ne ha coordinato 11. Le entrate del CNIT derivano da programmi di finanziamento competitivi e da commesse di privati. Il CNIT ha anche una vasta esperienza nella organizzazione di eventi scientifici e di conferenze.
L’attività di trasferimento dell’innovazione generata dal sistema universitario verso le aziende costituisce una missione prioritaria del CNIT. Il CNIT lavora per facilitare la cooperazione tra le università consorziate e per promuovere collaborazioni tra le stesse università ed altri enti di ricerca ed industrie nazionali ed estere, con particolare attenzione alla definizione, alla promozione e alla realizzazione di progetti innovativi e di dimensioni rilevanti.
Il CNIT è attivo in molti aspetti legati al 5G: i) partecipa a e coordina diversi progetti europei H2020 su 5G; quattro di questi progetti si sono classificati al primo posto nelle rispettive graduatorie; ii) è stato membro eletto della 5GPPP, una iniziativa che unisce la Commissione Europea e il settore dell’ICT in Europa per finanziare con 1,4 miliardi di € la nuova generazione di reti e servizi di telecomunicazioni; iii) partecipa alla sperimentazione MISE 5G nell’area metropolitana di Milano; iv) partecipa a progetti EU H2020 sulle applicazioni di 5G, tra cui veicoli autonomi, sistemi intelligenti di trasporto e telemedicina; v) ha promosso la conferenza internazionale 5GItaly, un evento di tre giorni giunto ora alla terza edizione, che ha lo scopo di riunire i principali attori interessati allo sviluppo di questa fondamentale infrastruttura e ai servizi applicativi che si possono costruire su di essa, di esporre le sue funzionalità e potenzialità, di presentare lo stato delle sperimentazioni 5G in Italia e di discutere di problematiche aperte e sviluppi futuri; la conferenza include una scuola di dottorato internazionale e produce un libro bianco.
È membro dell'Istituto europeo per le norme di telecomunicazione (ETSI).

## Attività di ricerca
Le principali attività di ricerca del consorzio sono negli ambiti delle telecomunicazioni e dell'elettromagnetismo.

### Telecomunicazioni
- Comunicazioni con mezzi mobili
- Comunicazioni multimediali
- Comunicazioni ottiche
- Comunicazioni via satellite e ponte radio
- Elaborazione numerica dei segnali
- Internet
- Reti cellulari
- Reti di telecomunicazione
- Telematica
- Telerilevamento e radar
- Televisione
- Teoria dell'informazione
- Sicurezza delle telecomunicazioni

### Elettromagnetismo
- Compatibilità elettromagnetica
- Componenti e circuiti ottici e a microonde
- Diagnostica elettromagnetica
- Impatto ambientale dei sistemi di telecomunicazione
- Propagazione e antenne

## Organizzazione del consorzio
La struttura del consorzio è così articolata:
Assemblea dei Soci: organo deliberante del Consorzio, composta da un rappresentante di ciascuna delle Università consorziate.
Direttore del Consorzio: eletto per un triennio dall’Assemblea dei Soci; ha la rappresentanza legale del Consorzio e svolge le funzioni di indirizzo e promozione del Consorzio; il Direttore è attualmente il Prof. Nicola Blefari Melazzi, Università di Roma Tor Vergata
Presidente: nominato dall’Assemblea dei Soci ed esercita, di concerto con il Direttore, funzioni di rappresentanza e di promozione del Consorzio; il Presidente è attualmente il Prof. Gianni Vernazza, Università di Genova
Consiglio di Amministrazione: composto dal Direttore e da quattro membri eletti dall’Assemblea dei Soci; agisce con potere deliberante su delega dell’Assemblea dei Soci entro i limiti stabiliti dall’Assemblea stessa
Consiglio Scientifico: composto dal Presidente del Consorzio, dal Direttore, dai responsabili delle Unità di ricerca delle Università Consorziate e dei Laboratori di ricerca del Consorzio. Il Consiglio Scientifico costituisce l’organo di consulenza scientifica del Consorzio
Amministrazione centrale: ha sede a Parma e cura la gestione amministrativa del consorzio coadiuvata da personale dislocato presso i laboratori e presso alcune UdR
Unità di Ricerca: sono organismi aventi il fine di coordinare e gestire presso le Università consorziate o Enti convenzionati lo svolgimento dell’attività di ricerca propria del Consorzio. 
Laboratori Nazionali: sono strutture del CNIT a disposizione di tutte le Università consorziate, aventi il fine di svolgere attività di ricerca particolarmente impegnativa sul piano sperimentale e realizzativo a livello nazionale e internazionale.
Il CNIT può contare su 43 unità di ricerca, dislocate presso le 37 università consorziate e presso gli 8 istituti del CNR che hanno stipulato una convenzione con il CNIT. Esso include quindi la maggior parte dei gruppi di ricerca italiani che operano nel settore dell'Ingegneria delle telecomunicazioni.

## Università consorziate
1. Politecnico di Bari
2. Politecnico di Milano
3. Politecnico di Torino
4. Scuola Superiore S. Anna
5. Seconda Università di Napoli
6. Università "Mediterranea" di Reggio Calabria
7. Università Politecnica delle Marche
8. Università del Piemonte Orientale
9. Università del Salento
10. Università dell’Aquila
11. Università della Calabria
12. Università di Bologna
13. Università di Brescia
14. Università di Cagliari
15. Università di Cassino
16. Università di Catania
17. Università di Ferrara
18. Università di Firenze
19. Università di Genova
20. Università di Modena e Reggio Emilia
21. Università di Napoli "Federico II"
22. Università di Napoli "Parthenope"
23. Università di Padova
24. Università di Palermo
25. Università di Parma
26. Università di Pavia
27. Università di Perugia
28. Università di Pisa
29. Università di Roma "La Sapienza"
30. Università di Roma "Tor Vergata"
31. Università di Roma Tre
32. Università di Salerno
33. Università di Siena
34. Università di Torino
35. Università di Trento
36. Università di Trieste
37. Università di Udine

## Istitituti del CNR
1. IEIIT-CNR, Corso Duca degli Abruzzi, 24 – 10129 Torino (Sede centrale)
2. IFAC-CNR, Via Madonna del Piano, 10 – 50019 Sesto Fiorentino (FI)
3. IIT/ISTI-CNR, Via G. Moruzzi, 1 – 56124 Pisa
4. IMAA-CNR, Zona Industriale Tito Scalo – 85050 Tito (PZ)
5. IMATI-CNR, Via de Marini, 6 – 16149 Genova
6. IREA-CNR, Via Diocleziano, 328 – 80124 Napoli / Via Bassini, 15 – 20133 Milano
7. IRPI-CNR, Via Madonna Alta, 126 – 06128 Perugia (Sede centrale)
8. ISAC-CNR, Via Piero Gobetti, 101 – 40129 Bologna

## Laboratori nazionali
Il CNIT dispone di sei propri laboratori nazionali:
1. Comunicazioni Multimediali, a Napoli
2. Radar e Sistemi di Sorveglianza, a Pisa
3. Reti e Tecnologie Fotoniche, a Pisa
4. Reti Intelligenti e Sicure, a Genova
5. Fibre Ottiche Avanzate, all’Aquila
6. Comunicazioni Wireless, a Bologna